# Aiden Shaw

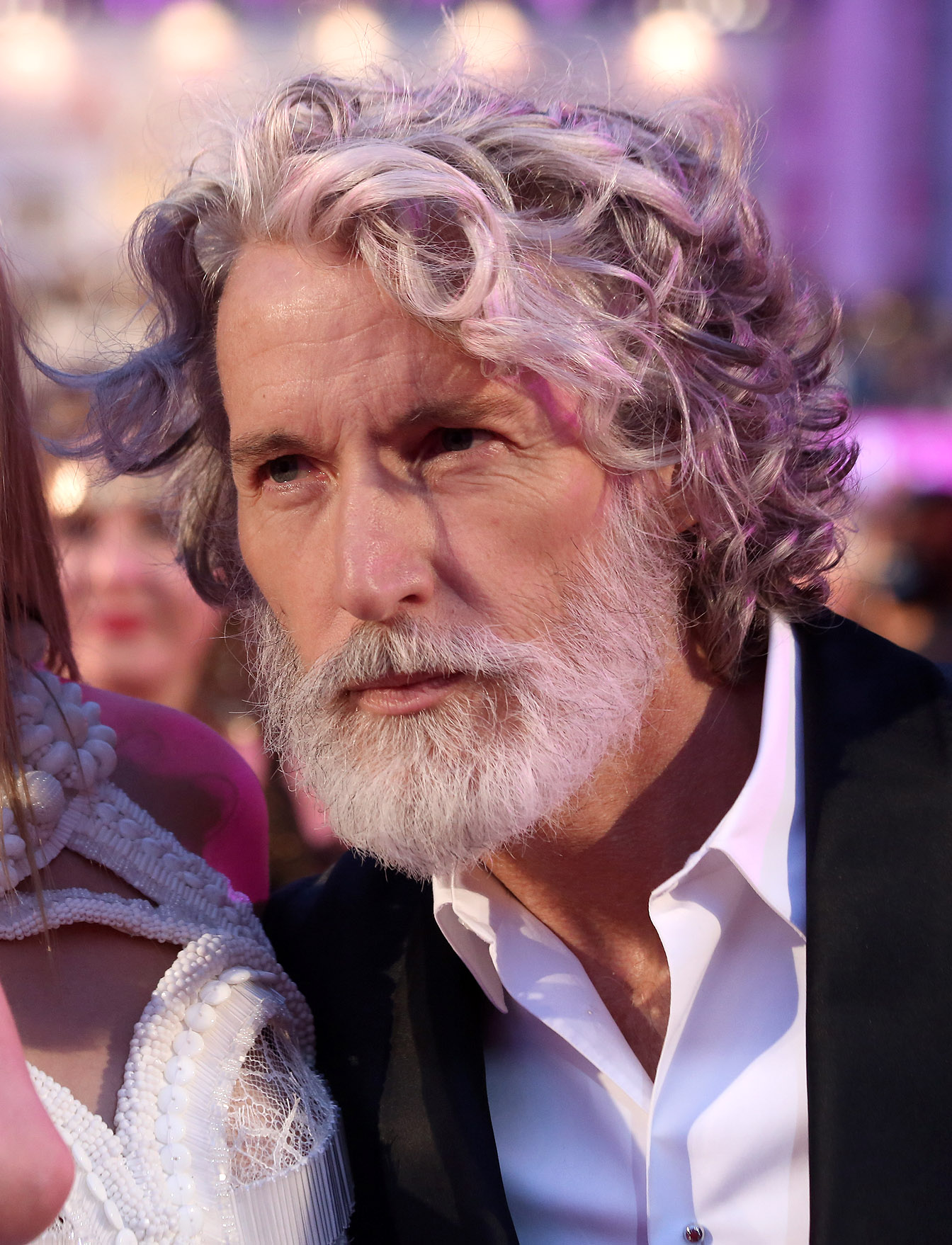
Aiden Shaw (Life Ball 2013)

Aiden Shaw (* 22. Februar 1966 in Harrow, London) ist ein britischer Schauspieler, Autor und Pornodarsteller.

## Leben
Shaw wurde in Harrow, London, geboren, wo er zur Schule ging. Nach seiner Schulzeit studierte er am Brighton College Darstellende und Bildende Kunst. In den frühen 1990er Jahren zog er nach Los Angeles, Kalifornien und begann in der Pornoindustrie zu arbeiten. Als Pornodarsteller war er in über fünfzig Filmen von Falcon Studios, Catalina Video und Studio 2000 tätig. 1991 gewann er den Adult Erotic Gay Video Award in der Kategorie Best Newcomer und erhielt 1994 den Preis für die Best Sex Scene im Film Grease Guns.
Aiden Shaw ist außerdem als Autor tätig. 1996 schrieb er Brutal, einen Roman mit autobiografischen Zügen. 1997 wurde eine Gedichtband mit dem Titel If Language at the Same Time Shapes and Distorts Our Ideas and Emotions, How Do We Communicate Love? von ihm veröffentlicht. Seither arbeitet er primär als Autor, Komponist, Poet und Sänger. Für die Pornobranche ist er nur noch gelegentlich tätig.
Als Schauspieler war Shaw in dem im Jahr 2000 veröffentlichten Thriller Kiss Kiss, Bang Bang zu sehen. 2004 wurde Aiden Shaw als einer von 30 bekannten Pornodarstellern von dem amerikanischen Fotografen Timothy Greenfield-Sanders in seinem Buch XXX: 30 Porn-Star Portraits und seiner HBO-Dokumentation Thinking XXX porträtiert.

## Werke (Auswahl)

### Filmografie
- Addiction 1 (2003)
- Addiction 2 (2004)
- The Backroom (1995)
- Grease Guns (1993)
- More Catalina Studs
- Palm Springs Paradise (1993)
- Roll in the Hay
- Wet and Wild

### Bücher
- Brutal. Millivres Books, 1996, ISBN 1-873741-24-3
  - Brutal (Deutsch), Jackwerth, 1996, ISBN 3-932117-21-2
- If Language at the Same Time Shapes and Distorts Our Ideas and Emotions, How Do We Communicate Love?. The Bad Press, 1997, ISBN 0-9517233-4-0
- Boundaries. Millirowler Group, Brighton 1999, ISBN 1-873741-48-0
- Wasted. Millivres Prowler Group, Brighton 2002. ISBN 1-902852-34-6
- My Undoing: Love in the Thick of Sex, Drugs, Pornography, and Prostitution. Carroll & Graf, New York 2006, ISBN 0-7867-1743-2
  - Andreas Diesel (Übers.): Unzensiert. Bruno Gmünder Verlag, 2012, ISBN 978-3-86787-236-2
- Sordid Truths: Selling My Innocence for a Taste of Stardom, Alyson Books, 2009, ISBN 1-59350-137-4
  - Paul Schulz (Übers.): Die nackte Wahrheit. Wie ich meine Unschuld für den Ruhm verkaufte, Bruno Gmünder Verlag, Berlin 2011, ISBN 978-3-86787-076-4